# Evangelii gaudium
Evangelii gaudium (česky Radost evangelia) je první apoštolská exhortace, kterou vydal papež František 24. listopadu 2013 při zakončení Roku víry a která byla veřejně představena o dva dny později. Originální znění napsal ve španělštině[zdroj?] poté, co se vrátil ze Světových dnů mládeže 2013. Skládá se z úvodu a pěti kapitol:
1. Misionářská transformace církve
2. Krize komunitního nasazení
3. Zvěst evangelia
4. Sociální dimenze evangelizace
5. Evangelizátoři mající Ducha

Exhortaci zveřejnil Svatý stolec 26. listopadu 2013. Dokument vychází z propozic synodu o nové evangelizaci (7.–28. října 2012, dokument je cituje 27×) a papež jej podle tiskového mluvčího napsal v srpnu 2013 po návratu ze Světových dní mládeže v Riu de Janeiro, přičemž originál byl psán ve španělštině. Třináctkrát je citována apoštolská exhortace Pavla VI. Evangelii nuntiandi, dále jsou citování církevní otcové, středověcí teologové, ale i zástupci novodobé teologie jako sv. John Henry Newman, Henri de Lubac a Romano Guardini či spisovatel Georges Bernanos, zřetel je brán i na dokumenty latinskoamerických episkopátů z Aparecidy a Puebla, závěry 15. shromáždění katolických blízkovýchodních patriarchů a texty biskupských konferencí z Indie, Spojených států, Francie, Brazílie, Filipín a Konga. Dokument má více než sto stran. V pěti kapitolách pojednává o sedmi hlavních bodech: reforma církve v misionářském vycházení (misionářská transformace),  pokušení pastoračních pracovníků, církev vnímaná jako evangelizující celek Božího lidu, homilie a její příprava, společenské začlenění chudých, pokoj a sociální dialog, duchovní motivace misionářského nasazení. Pojítkem mezi všemi tématy je milosrdná Boží láska a radost jako evangelizační styl. Zároveň papež zdůraznil, že „od papežského magisteria není nutné očekávat definitivní nebo kompletní slovo o všech otázkách, které se týkají církve a světa“. Píše též: „Přehnaná centralizace namísto pomoci komplikuje život církve i její misionářskou dynamiku. Také papežství a centrální struktury všeobecné církve potřebují slyšet výzvu k pastorální konverzi.“ Přesycovat společnost bez rozmyslu daty vede podle exhortace k nesmírné povrchnosti při formulaci morálního stanoviska, a proto je nezbytné vychovávat ke kritickému myšlení a k hodnotové zralosti.

## Exhortace a kapitalismus
V apoštolské exhortaci Radost evangeliapapež František mimo jiné silně kritizuje současný globální ekonomický systém a označuje ho jako „novou tyranii“. Prosí bohaté, aby se s chudými podělili o své peníze (které prohlašuje za novodobou modlu) a zároveň vzkazuje, že vytvářet ekonomiku sociálních nerovností a dokonce vyloučenosti „zabíjí“. Proti těmto názorům se ohradili američtí konzervativci včetně Rusheho Limbaughadena. Ten dokonce prohlásil, že tyto papežovy názory jsou marxistické. Svatý otec pro časopis La Stampa na tyto reakce uvedl, že marxistická ideologie je špatná, ale že se setkal ve svém životě s mnoha marxisty, kteří byli dobří lidé, takže není výrokem Rushe Limbaughadena uražen. Dodal přitom, že nedávno vydaná exhortace je v souladu se sociální naukou římskokatolické církve.

### „Ekonomie a distribuce příjmů“
Papež František v části exhortace "Ekonomie a distribuce příjmů" mimo jiné podporuje efektivnější finanční přerozdělování ve společnosti a také soudí, že není správné zvyšovat firemní zisk na úkor počtu zaměstnanců (viz citace).
| „                 | Nemůžeme už důvěřovat ve slepé síly a v neviditelnou ruku trhu. Růst spravedlnosti vyžaduje něco víc než ekonomický růst, třebaže jej předpokládá, vyžaduje rozhodnutí, programy, mechanismy a specifické procesy zaměřené na lepší distribuci příjmů, na vytváření pracovních příležitostí, integrální podporu chudých, která bude přesahovat pouhé sociální zabezpečení. Jsem dalek návrhů nějakého nezodpovědného populismu, ale ekonomie se už nemůže utíkat k opatřením, která podávají nový jed, jako když se chce zvýšit rentabilita omezováním trhu práce, což vede k dalšímu vyřazování lidí. | “ |
| — Papež František | |   |